# Magali Carrier
Magali Carrier (ur. 21 czerwca 1978 w Tuluzie) – francuska szablistka, dwukrotna medalistka mistrzostw świata.
Podczas mistrzostw świata w Seulu w 1999 roku Francuzki w składzie: Anne-Lise Touya, Cécile Argiolas, Ève Pouteil-Noble i Magali Carrier zdobyły drużynowo srebrny medal. W tej samej konkurencji zdobyła następnie brązowy medal na mistrzostwach świata w Budapeszcie (2000). Była też między innymi szósta drużynowo na mistrzostwach świata w Lizbonie (2002) i ósma indywidualnie na mistrzostwach świata w La Chaux-de-Fonds (1998). 
Nigdy nie wzięła udziału w igrzyskach olimpijskich.
Ponadto zdobyła srebro w szabli drużynowej na mistrzostwach Europy w Funchal w 2000 roku.